# Rhodesiella fujianensis
Rhodesiella fujianensis är en tvåvingeart som beskrevs av Yang 2003. Rhodesiella fujianensis ingår i släktet Rhodesiella och familjen fritflugor. Inga underarter finns listade i Catalogue of Life.